# Rhodoleptus nigripennis
Rhodoleptus nigripennis là một loài bọ cánh cứng trong họ Cerambycidae.